# Maison Lacaux
La maison Lacaux est un ancien bâtiment situé à Limoges, dans le département de la Haute-Vienne, en région Nouvelle-Aquitaine. Il se situe 6 impasse Saint Exupéry, à proximité du champ de Juillet.
Il s'agit de l'ancienne maison du directeur de la distillerie Lacaux Frères, qui fut ensuite une usine de papeterie et cartonnerie. Un temps menacé de destruction par un projet immobilier présenté en 2012, qui est suspendu par une décision de justice, l'édifice et son jardin sont ensuite inscrits au titre des monuments historiques.

## Histoire
En 1873, Jules et Charles Lacaux font édifier cette distillerie se composant d'ateliers de fabrication, de chais, et d'un logement patronal. À la fin du XIXe siècle, il s'agissait d'une des plus importantes distilleries de Limoges avec la production de bitters ou un élixir péruvien à base de coca. L'activité perdure sous la raison sociale Lascaux Frères jusqu'à la Première Guerre mondiale.
Dès 1885, Charles Lacaux acquiert une usine de papeterie à Bosmie-l'Aiguille, qui devient rapidement l'activité industrielle principale de la société Lacaux Frères avec la production de carton.
À la disparition de la distillerie, les locaux sont réaffectés au stockage et à la direction administrative de l'usine de papeterie et cartonnerie. De nouveaux bureaux sont édifiés en 1963. L'ancienne distillerie abrite toujours le siège de la société des cartonneries et papeteries Lacaux Frères, qui a acquis une seconde unité de production de carton, à Lisieux en 1972. En 2012, la société est cédée au groupe IPE  et le site sera vendu à un promoteur immobilier.
Le 6 mai 2013, le tribunal administratif de Limoges rendait une ordonnance de suspension du permis, confirmé le 3 avril 2014 par un jugement,.
La maison Lacaux avec l’emprise du jardin est inscrit au titre des monuments historiques depuis le 4 février 2020,.